# Grotów (gromada)
Grotów – dawna gromada, czyli najmniejsza jednostka podziału terytorialnego Polskiej Rzeczypospolitej Ludowej w latach 1954–1972.
Gromady, z gromadzkimi radami narodowymi (GRN) jako organami władzy najniższego stopnia na wsi, funkcjonowały od reformy reorganizującej administrację wiejską przeprowadzonej jesienią 1954 do momentu ich zniesienia z dniem 1 stycznia 1973, tym samym wypierając organizację gminną w latach 1954–1972.
Gromadę Grotów z siedzibą GRN w Grotowie utworzono – jako jedną z 8759 gromad na obszarze Polski – w powiecie żarskim w woj. zielonogórskim na mocy uchwały nr V/30/54 WRN w Zielonej Górze z dnia 5 października 1954. W skład jednostki weszły obszary dotychczasowych gromad Grotów, Bogumiłów, Cisowa, Rościce i Janków ze zniesionej gminy Olbrachtów oraz Mieszków i Jędrzychowice ze zniesionej gminy Tuplice w tymże powiecie. Dla gromady ustalono 11 członków gromadzkiej rady narodowej.
1 stycznia 1958 gromadę zniesiono, a jej obszar włączono do gromad: Lipinki Łużyckie (wieś Grotów), Olbrachtów (wsie Bogumiłów, Janków i Rościce), Niwica (wieś Mieszków)  i Trzebiel (wieś Jędrzychowice) w tymże powiecie.